# Pardosa mercurialis
Pardosa mercurialis är en spindelart som beskrevs av Montgomery 1904. Pardosa mercurialis ingår i släktet Pardosa och familjen vargspindlar. Inga underarter finns listade i Catalogue of Life.